# Mora (unidad militar)

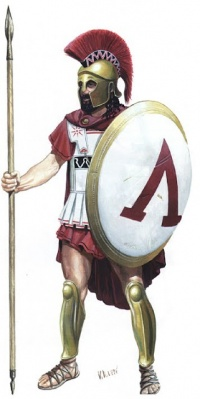
Un Hoplita

Mora (en griego: μόρα) era el nombre de una unidad militar en la antigua Esparta formada por una sexta parte de los efectivos militares disponibles. Esta era la unidad táctica más grande de Esparta, y era a menudo la única fuerza enviada para una campaña.
Una mora estaba compuesta por hoplitas y jinetes. La unidad era comandada por un polemarco; y tenía cuatro capitanes, ocho penteconteres y dieciséis enomotarcos.
En la época clásica, la mora fue durante mucho tiempo una de las unidades consideradas invencibles. No obstante, en 390 a. C. Ifícrates de Atenas usó un grupo pequeño de peltastas para destruir una mora, si bien contaba también con hoplitas atenienses.